# 联盟TM-24
联盟 TM-24是俄罗斯发射的载人宇宙飞船，执行向和平号空间站运送宇航员工作小组的任务。1996年8月17日在哈萨克斯坦拜科努尔航天中心升空。
联盟 TM-24运送的3名宇航员为：科尔尊（俄罗斯），卡列里（俄罗斯）和克洛德·安德烈-德埃（法国）。联盟 TM-24与和平号空间站成功对接。